# هاك هودج
هاك هودج (بالإنجليزية: Huck Hodge)‏ هو ملحن أمريكي، ولد في 1977 في غينزفيل في الولايات المتحدة.

## وصلات خارجية
- هاك هودج على موقع ميوزك برينز (الإنجليزية)